# 7537-es mellékút (Magyarország)
A 7537-es számú mellékút egy majdnem harminc kilométer hosszú, négy számjegyű országos közút Zala vármegyében. Nagykanizsa és Lenti térségének összekapcsolásában van fontos szerepe, feltárva közben mintegy tíz kisebb, az útjába eső települést is.

## Nyomvonala
A 7536-os útból ágazik ki, annak 7,900-as kilométerszelvénye közelében, Borsfa területén, északnyugat felé. Delta csomóponttal csatlakozik a 7536-oshoz, a delta északi ága önállóan számozódik, 75 604-es számmal. Hamarosan nyugatnak fordul, és amire túljut az első 400 méterén, ki is ér a község belterületéről.
850 méter után átlép Bázakerettye területére, ott eleinte ismét főleg északnyugati irányt követ. 2,1 kilométer megtételét követően ér be Báza településrész lakott területére, ott a Dózsa György út nevet viseli. Harmadik kilométere után, délnyugati irányban lép ki a falurész lakott területéről; 4,200-as kilométerszelvénye táján egy rövid szakaszon Kistolmács határát is érinti, de nem sokkal később eltávolodik attól és 4,7 kilométer után beér Kerettye településrészre.
A községrész központját keletről, majd északról elkerülve halad; 6,2 kilométer után keresztezi a Csömödéri Állami Erdei Vasút egyik szárnyvonalának vágányait, majd nem sokkal ezután kiágazik belőle észak felé a 75 157-es út, amely a zsákfalunak tekinthető Lasztonya községbe vezet. Kicsit arrébb, a 6,400-as kilométerszelvénye előtt pedig beletorkollik dél felől a 7540-es út, bő 12 kilométer megtétele után.
Ezen a szakaszon az út a Petőfi Sándor utca nevet viseli, de már nem sokáig: még a 7. kilométerének elérése előtt ki is lép a település házai közül. 7,7 kilométer után eléri Bázakerettye, Kiscsehi és Lispeszentadorján hármashatárát, onnantól nagyjából a nyolcadik kilométeréig e két utóbbi település határvonalát kíséri, közben elhalad egy olajipari emlékhely mellett is.
Ott kiágazik belőle nyugat felé a 7542-es út, a 7537-es pedig északnak indul, már teljesen Lispeszentadorján területén haladva. 9,7 kilométer után éri el Lispe településrész házait, ott a Kossuth Lajos út nevet viseli, úgy húzódik körülbelül a 10,400-as kilométerszelvénye eléréséig, majd keresztezi a Szentadorjáni-patakot és Szentadorján községrészre ér, ott már Ady Endre út néven húzódva.
11,1 kilométer után kiágazik belőle a 75 803-as út délnyugat felé, a falu belterületi határán kívül, 11,3 kilométer után pedig beletorkollik dél felől a 7541-es út, 8,5 kilométer megtételét követően. 12,4 kilométer után átlép Lasztonya közigazgatási területére, de ott csak lakatlan területeken halad: 13,3 kilométer után már Pördefölde területén jár. 13,8 kilométer megtétele előtt kiágazik belőle északkelet felé a 75 144-es út – ez a belterülete tekintetében zsákfalunak tekinthető Pördefölde központjába vezet –, ugyanott szinte egyből az út mellé kanyarodnak a Csömödéri Állami Erdei Vasút egyik szárnyvonalának vágányai.
14. kilométerénél az út átlép Kányavár területére, annak lakott területét 14,4 kilométer után éri el, a 14,800-as kilométerszelvénye körül pedig keresztezik egymást a vasúttal. Nem sokkal ezután el is távolodnak egymástól, a vasút ugyanis nyugat felé folytatódik, az út pedig – Fő utca nevet viselve – északnak veszi az irányt. Kevéssel a 16. kilométere előtt lép ki a falu házai közül, 16,5 kilométer után pedig átlépi Páka határát.
Páka területén ismét nyugatabbi irányt vesz, a 17. kilométerénél belép Dömefölde településrész házai közé és mintegy egy kilométeren keresztül ott húzódik, 18,6 kilométer után pedig beér a község központjába, ahol a Kossuth Lajos utca nevet viseli. A központban, a 19,150 kilométerszelvény közelében egy elágazáshoz ér: a 7537-es út onnan nyugat felé folytatódik, kelet felől pedig a 7543-as út torkollik bele, nagyjából 23 kilométer megtétele után. A neve innentől már Béke utca, így keresztezi ismét a vasutat, a 19,300-as kilométerszelvénye után, a vonal Páka állomásánál.
Északnyugati irányban hagyja el a település lakott területét, 20,4 kilométer után, 20,9 kilométer után pedig egy egészen rövid szakaszon Iklódbördőce területére lép. Ott beletorkollik délkelet felől a 7539-es út, 11,5 kilométer megtétele után; az út pedig rögtön utána, a 21. kilométerénél keresztezi az Alsó-Válicka folyását és egyből Csömödér területére érkezik.
Mielőtt teljesítené a 21,6 kilométeres távot, keresztezi a Rédics–Zalaegerszeg-vasútvonalat és ugyanabban az útátjáróban az erdei vasutat is, majd beér Csömödér házai közé, ahol a Fő út nevet veszi fel. Nem sokáig húzódik azonban ezen a településen sem: 21,9 kilométer után már újra nyugatnak fordul. Ott észak felől beletorkollik a 75 804-es út, kevéssel ezután pedig a 7547-es út, 11,5 kilométer megtétele után.
22,5 kilométer után az út ismét Iklódbördőce területére ér, hamarosan újból egy keresztezése következik az erdei vasúttal, és 22,9 kilométer után beér Bördőce településrész házai közé, ahol a Béke út nevet veszi fel. 23,5 kilométer közelében éri el Kisiklód településrészt, ott Fő út a neve. 24,5 kilométer teljesítése táján ismét megközelíti a vasutat, Iklódbördőce állomás mellett, ott kiágazik belőle délnyugat felé egy önkormányzati út a 7539-es út felé, de ez az út, legalábbis a Google Utcakép 2019-ben elérhető felvételei szerint, azok készítésének idejében, 2012-ben le volt zárva a forgalom elől, feltehetőleg a rossz állapota miatt.
Ettől az elágazástól az út északnyugat felé folytatódik, kilép a település területéről, és kicsível a 25. kilométerén túljutva már Lenti területére lép át. Először, a 26,700-as kilométerszelvényétől Lentiszombathely központján halad végig, ahol több iránytörése ellenére végig a Szombathelyi út nevet viseli, majd a 28. kilométere táján keresztezi az erdei vasutat és a Rédics–Zalaegerszeg-vasútvonalról afelé leágazó vágányokat. 28,5 kilométer után éri el Mumor városrész legdélebbi házait, északnyugati irányba haladva, ott a Damjanich út nevet veszi fel. A 75-ös főútba torkollva ér véget, kevéssel annak 61,600-as kilométerszelvénye után. Majdnem ugyanonnan, pár lépesnyire keletre indul ki a főútból a 7422-es út, északi irányban.
Teljes hossza, az országos közutak térképes nyilvántartását szolgáló kira.gov.hu adatbázisa szerint 29,119 kilométer.

## Települések az út mentén
- Borsfa
- Bázakerettye
- (Kistolmács)
- (Kiscsehi)
- Lispeszentadorján
- (Lasztonya)
- Pördefölde
- Kányavár
- Páka
- Csömödér
- Iklódbördőce
- Lenti-Lentiszombathely
- Lenti-Mumor